# Bes
|  | Aquest article tracta sobre déu egipci. Vegeu-ne altres significats a «Bes (desambiguació)». |

En la mitologia egípcia, Bes o Bisu era un déu nan horriblement lleig que protegia contra els esperits i la mala sort. Era el protector dels faraons i el deu de la mainada, de les dones enfeinades (ajudava Taweret), del plaer de la música i de la dansa, en definitiva, de les coses bones de la vida (les seves virtuts consistien a allunyar el mal).

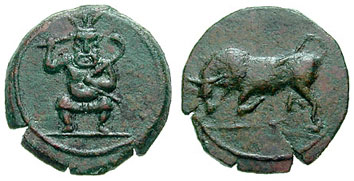
Monedes trobades a Eivissa. Una d'elles representant a Bes.

Beset pot ser una forma tardana d'aquest déu o la seva contrapart femenina, segons les versions usades. D'altres, fins i tot, suggereixen que és una importació de Núbia, on es pot identificar amb diverses divinitats, ja que el seu nom és la paraula nubiana per designar "gat". En art, mostrava el fal·lus amb una llarga llengua, cames arquejades i algunes parts felines, trets que reforçarien aquesta hipòtesi. L'absència de temples o sacerdots específics en dificulten el seguiment.
S'han conservat màscares amb la seva efígie que es portaven als festivals. Amb ajuda d'un tambor, allunyava els animals que portaven verí. També en predominen els amulets protectors. El seu culte va passar als fenicis i es va estendre per tota la Mediterrània. Se n'han trobat amulets i terracotes a Eivissa, que podria deure el seu nom a aquesta divinitat. Filològicament i epigràfica, la llegenda ’ybs*m en caràcters púnics que apareix en algunes de les sèries monetàries ha de ser traduïda com "illes del deu Bes", denominació que incloïa les illes d'Eivissa i Formentera, com ja es va fer amb el nom grec de Pityussai, i com queda corroborat amb el nom en plural, Insulae Augustae, que apareix a les monedes púnicoromanes bilingües de la seca d'Eivissa. Una possible explicació d'aquesta associació de Bes amb Eivissa caldria cercar-la en el fet que els seus colonitzadors relacionessin l'absència d'animals verinosos amb l'acció protectora de Bes. La creença, en l'antiguitat, que la terra ebusitana posseïa propietats benefactores, quedà confirmada en diversos textos clàssics (Plini, Pomponi Mela, etc.), que afirmaven que feia fugir o matava les serps i els animals verinosos. No hi ha dubte que Bes tenia a Eivissa un culte important i que, amb tota probabilitat, hagué de tenir un temple o un santuari que fins avui encara no han estat trobats.